# إريك إنغلر
اريك إنغلر (بالألمانية: Eric Engler)‏ هو دراج ألماني، ولد في 21 سبتمبر 1991 في كوتبوس في ألمانيا.

## وصلات خارجية
- إريك إنغلر على موقع الاتحاد الدولي للدراجات (الإنجليزية)
- إريك إنغلر على موقع أرشيف الدراجات (الإنجليزية)